# Rymarz Pass
Rymarz Pass är ett bergspass i Antarktis. Det ligger i Sydshetlandsöarna. Argentina, Chile och Storbritannien gör anspråk på området. Rymarz Pass ligger 170 meter över havet.
Terrängen runt Rymarz Pass är kuperad. Havet är nära Rymarz Pass åt sydost. Trakten är glest befolkad. Närmaste befolkade plats är Commandante Ferraz Station, 5,3 kilometer öster om Rymarz Pass. 